# Brembate di Sopra
Brembate di Sopra est une commune italienne de la province de Bergame dans la région Lombardie en Italie.

## Géographie
Brembate di Sopra est située à environ 45km au nord-est de Milan et à 7 km au nord-ouest de Bergame.

## Administration
| Période                                  | Période  | Identité     | Étiquette     | Qualité |
| ---------------------------------------- | -------- | ------------ | ------------- | ------- |
| 28 mai 2002                              | En cours | Giacomo Rota | Ligue du Nord |         |
| Les données manquantes sont à compléter. |          |              |               |         |

### Communes limitrophes
Almenno San Bartolomeo, Barzana, Mapello, Ponte San Pietro, Valbrembo

## Jumelages
Brembate di Sopra est jumelée avec :
- Ostrów Mazowiecka (Pologne)